# Adalbert d'Egmond
Pour les articles homonymes, voir Adalbert.
Adalbert d'Egmond est un moine originaire de Northumbrie, disciple et compagnon de Willibrord d'Utrecht, évangélisateur de la Hollande-Septentrionale. Considéré comme saint, il est fêté le 25 juin.

## Biographie
Il est né en Northumbrie, prince de sang anglais. Il décide de devenir moine au monastère de Rath Melsigi (en), en Irlande. Puis il est désigné pour accompagner Willibrord aux Pays-Bas.
Il est l'apôtre de la Hollande septentrionale, meurt vers 714 et est enterré à Egmond-Binnen (Bergen) où son tombeau est l'objet de vénération.
En 975, une abbaye est fondée sur le lieu de sa sépulture et elle porta son nom : Saint-Adalbert d'Egmond. Ce monastère est ruiné durant les guerres de religion puis rebâti en 1935.